# Campanula leucantha
Campanula leucantha là loài thực vật có hoa trong họ Hoa chuông. Loài này được Gilli mô tả khoa học đầu tiên năm 1963.